# 잔 드 라 모트

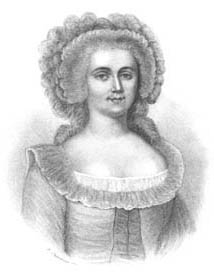
잔 드 라 모트 발루아

소위 드 라 모트 백작부인으로 알려진 잔 드 발루아생레미(프랑스어: Jeanne de Valois-Saint-Rémy, "Comtesse de la Motte" (통칭 마담 라 모트) 1756년 7월 22일 ~ 1791년 8월 23일)은 프랑스의 백작 부인으로 마리 앙투아네트를 곤경에 빠뜨린 목걸이 사건을 일으켜 재판에서 유죄를 선고받았다. 자크 드 생레미 남작의 딸로 프랑스의 옛 왕가 발루아 왕가의 후예이다. 어깨에 V의 낙인이 찍히고 투옥 되었으나, 탈옥하여 프랑스 혁명기에 런던으로 도망쳐 죽음을 맞았다.

## 생애
1756년 7월 22일 프랑스 북동부의 폰테테에서 매우 가난한 가정의 딸로 태어났다. 그녀의 아버지인 자크 드 발루아 드 셍레미(1717–1762)의 선조가 앙리 2세의 사생아로 발루아 가문의 피를 타고 났지만, 그는 술주정뱅이였고, 그의 아내인 마리 조셀은 품행이 단정하지 못한 하녀였다. 앙리 2세의 사생아인 앙리 드 생 레미(1557 - 1621)는 작위는 남작이었지만 군인으로 한때 샤테빌리앙(Châteauvillain)의 주지사를 역임한 인물이기도 했다. 이후 그의 가계는 계속 군인으로 복무했지만 그의 아버지 자크 드 발루아는 군인이 되지 못했고 가난한 술주정뱅이로 인생을 마감했다.
앙리 드 생 레미에게는 프랑수아 1세(1595 - 1648)와 야곱, 르네 1세(1606 - 1663), 딸 마리아 마르그리트 등이 있었다. 이 중 셋째 아들인 르네 1세의 장남으로 네번째 남작인 르네 2세(1636 - 1674)의 아들들 중 한명인 피에르 드 장 발루아 생 레미가 잔 드 라 모트의 증조 할아버지였다. 아버지 자크 드 발루아 생 레미는 집안의 재산을 모두 팔고 가난한 생활을 영위했다.
그의 삼촌들 중 한명은 상인이 되었는데 잔은 그 인맥을 어느정도 활용할 수 있었다. 오빠 자크는 뒤늦게 프랑스 해군 장교로 입대, 프랑스 대혁명 무렵 해군 대위가 되었다. 9세의 나이에 부모님을 여의고, 귀족의 딸로서 교양을 익히기 위해, 롱샴 수도원의 기숙 여학교에 입학했다. 22세 때 수녀가 되기 싫어 도망쳤다. 1780년 6월 6일, 여인숙 바르 쉬르 오브에서 마르크 앙투안 니콜라 드 라 모트 백작과 알게 되어 결혼했다.
1786년, 목걸이 사건을 일으켜 재판에서 잔은 유죄를 선고받았다. 그녀는 감옥에서 채찍형을 당한 후, 양 어깨에 "V" 낙인(당시 형법은 도둑, 도둑은 프랑스어로 "도둑"을 의미하는 "Voleuse"(여성형)의 머리 글자 "V"를 양 어깨에 낙인을 찍는 형벌이 있었다)이 찍힌 뒤 살페트리에르 감옥에서 종신금고형을 선고 받았다. 그러나 잔은 많은 민중으로부터 동정을 사서, 소년으로 변장하고 영국으로 탈출했다. 1791년 정신 이상의 발작으로 창문에서 떨어져 35세의 나이로 죽었다. 런던에서 강도에게 습격당해 창문에서 추락했다는 설도 있다.

## 목걸이 사건

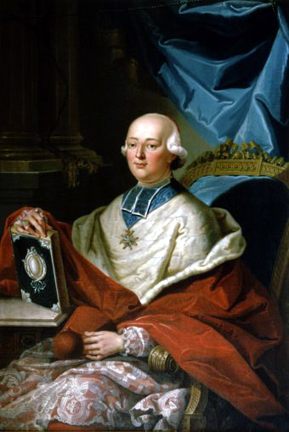
루이 드 로앙 추기경

1772년 루이 15세는 애첩(공식 정부, 메트레상티트르)인 뒤바리 부인을 위해 160만 리브르 상당의 고가의 다이아몬드 목걸이를 주문하였다. 하지만, 1774년 5월 루이 15세는 천연두로 갑작스럽게 사망하자 마리 앙투아네트와 사이가 원만하지 못했던 뒤바리 부인은 왕궁에서 추방당하며 계약은 무효화되었다. 졸지에 고가의 다이아몬드 목걸이를 떠안게 된 보석상은 마리 앙투아네트에게 판매를 시도 했지만 거절당했다. 1785년 1월, 잔은 이런 사실을 알게 된다. 잔은 로앙 추기경에게 왕비가 목걸이를 국왕 모르게 타인 명의로 구입하기를 원한다고 속여서 대리구매를 제의했다.
로앙 추기경은 명문가 출신 고위 성직자로 궁정사제장이라는 지위에 있었지만 매우 방탕한 생활을 했기 때문에 평판이 좋지 못했다. 특히 그가 오스트리아 대사로 있을 때 많은 추문을 일으켰고 귀국후에도 오스트리아에 대해 악의성 소문을 퍼뜨린 경력이 있었다. 이를 잘알고 있었던 오스트리아 출신 프랑스 왕비 마리 앙투아네트는 의도적으로 그를 멀리하며 왕실에 접근하는 것을 차단했다. 출세하고자 하는 야망이 있었던 로앙 추기경에게 1783년부터 잔이 접근하여 자신이 왕비와 친하다고 거짓 친분을 과시하며 연인관계를 맺은후 로비를 명목으로 돈을 뜯어내고 있었다.
로앙 추기경은 왕비에게 잘보여서 관계를 개선하고자 하는 마음에 잔의 거짓말에 속아서 목걸이를 대리로 할부 구매하였다. 잔은 대신 왕비에게 건네주겠다고 다시 로앙 추기경을 속여서 목걸이를 중간에서 가로챘다. 이 목걸이는 잔의 남편이 분해한후에 영국으로 반출하여 팔아버렸다.
할부로 구입해간 목걸이의 잔금이 제때에 지불되지 않는 것에 화가 난 보석상이 왕비에게 고변함에 따라 사건이 드러나게 되었고, 잔과 로앙을 비롯한 사건에 연루된 사람들이 체포되었다. 이 사건에 격분한 마리 앙투아네트는 파리고등법원(최고 사법기관)에서 고발하여 자신의 결백을 증명하려고 시도했다. 1786년 3월에 내린 판결에서 로앙은 무죄, 잔은 유죄를 선고 받았다.
본 사건은 왕비와 무관하며 결백하다는 사실이 밝혀졌음에도 불구하고 시민들은 이를 믿지 않으려 했다. 여론을 잠재우기 위해 마리 앙투아네트가 두 사람에게 누명을 씌었다고 생각했다. 이로 인해 왕실과 왕비의 체면과 위신은 크게 떨어져 버렸다. 목걸이 사건은 오랜 앙숙이자 숙적이었던 오스트리아 출신의 왕비를 시민들이 더욱 미워하게 되는 계기가 되고 말았다.

## 같이 보기
- 마리 앙투아네트
- 목걸이 사건

## 전기
- The Queen's Necklace, a novel written by 알렉상드르 뒤마 about the affair.
- Marie Antoinette by Joan Haslip, published by Weidenfeld and Nicolson, New York, 1987
- Queen of France André Castelot, Harper and Row Publishers, Inc. New York, 1957
- Louis and Antoinette Vincent Cronin, William Morrow and Company,Inc., New York, 1974